# 珀內爾 (北卡羅萊納州)
珀內爾（英語：Purnell）是位於美國北卡羅萊納州韋克縣的非建制地區。

## 歷史
珀內爾的郵局於1885年設立，其後於1904年停運。

## 地理
珀內爾所處的海拔為高於海平面143米（即469英呎），而該地所採用的時區為UTC-5，即北美东部时区（EST）。同時該地設有夏令時間，為UTC-5調快一小時，即UTC-4（EDT）。